# Inza
Inza (rusky И́нза) je město v Uljanovské oblasti v Ruské federaci.  Při sčítání lidu v roce 2010 měla přes osmnáct tisíc obyvatel.

## Poloha a doprava
Inza leží v Povolžské vrchovině na řece Sjuksjumce, přítoku Inzy v povodí Sury. Od Uljanovska, správního střediska oblasti, je vzdálena přibližně 167 kilometrů jihozápadně.
Přes Inzu prochází železniční trať (Moskva –) Rjazaň – Ruzajevka – Syzraň (– Samara), počítáno po kolejích 727 kilometrů od Moskvy. Od ní se v Inze odpojuje trať na Uljanovsk.

## Dějiny
Inza vznikla v roce 1897 jako staniční osídlení při stavbě železniční tratě z Moskvy do Samary. Jméno bylo odvozeno od nedaleké řeky Inzy, jejíž jméno je odvozeno z erzjanštiny, kde odkazuje k malině.
Od roku 1938 byla Inza sídlem městského typu, od roku 1946 je městem.

## Hospodářství
Ve městě je významný podnik vyrábějící tepelně izolační materiály z křemeliny, která je těžena nedaleko města.